# Kallaste
Kallaste (russisk: Красные Горы (tr. Krasnyje Gory)) er en by i det østlige Estland. Byen ligger ved Peipussøens vestlige bred og har et indbyggertal på ca. 651 (2024) indbyggere.